# خیال‌پردازی قهرمانانه
خیال‌پردازی قهرمانانه زیرشاخه‌ای (سبکی) از خیال‌پردازی (فانتزی) است که در آن رویدادهایی در جهانی رخ می‌دهد که جادو در آن رواج دارد و فناوری مدرن نیز وجود ندارد. این محیط ممکن است کاملاً ماهیتی ساختگی داشته باشد یا در زمین ولی با اِلِمان‌های اضافه همراه باشد.
برخلاف داستان‌های تاریک، در این ژانر «همه مردان قوی هستند، همه زنان زیبا، همه زندگی‌ها پرماجرا، و همه مشکلات ساده است». بعید است ماجراهای مبتنی بر تخیل قهرمانانه به مشکلات گسترده‌تری همراه باشد. شخصیت‌هایی که در خیال قهرمانانه قرار دارند، احتمالاً شخصیتی فروتن دارند که در موقعیت‌هایی قرار می‌گیرند و آنان را مجبور می‌کنند که به شیوه ای قهرمانانه، گذشته از آنچه از آنها انتظار می‌رود، عمل کنند.

## مشخصات

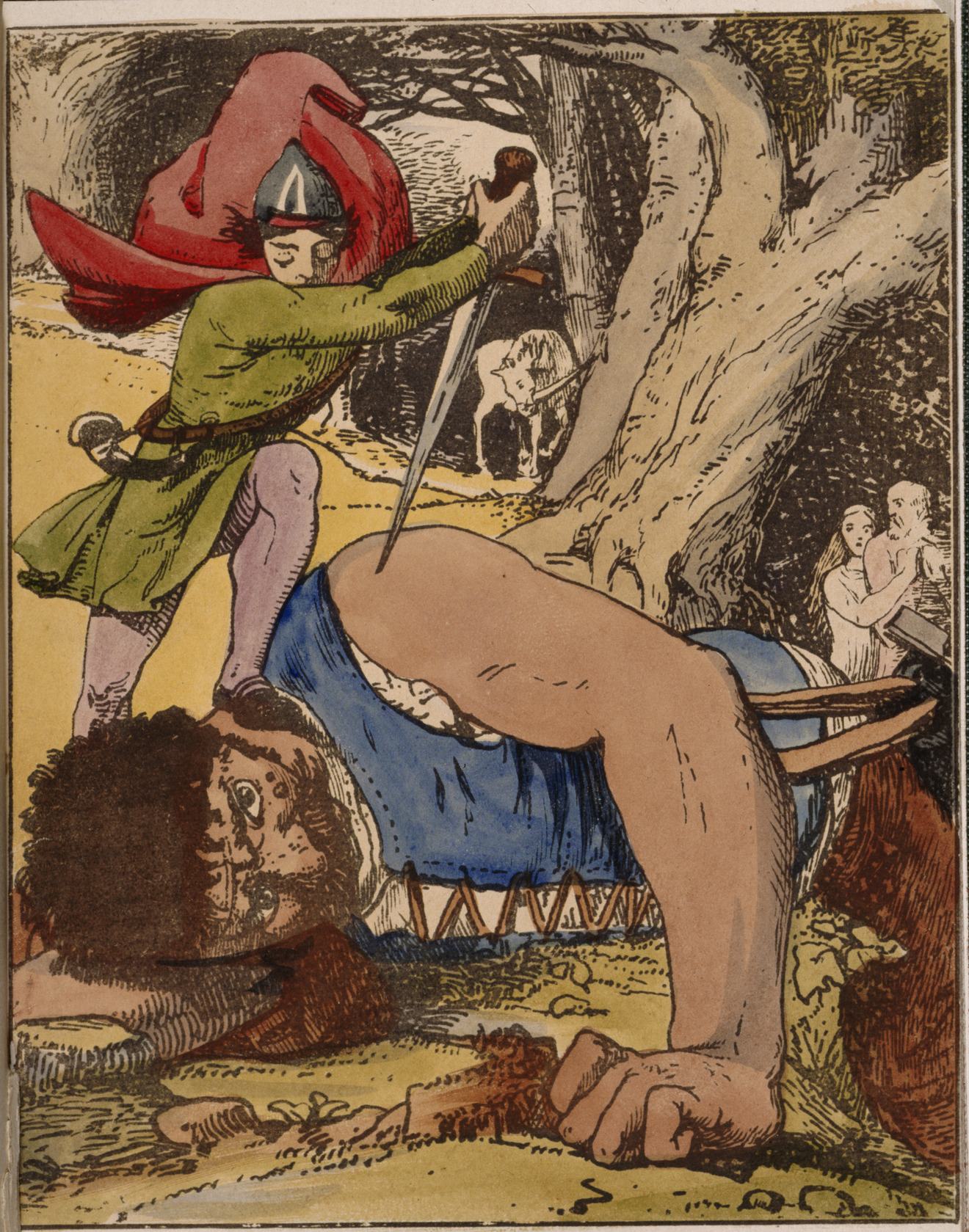
Jack jack

غالباً، قهرمان اصلی داستان تمایلی به قهرمانی ندارد و / یا منشأ فرومایه ای دارد و ممکن است اجداد سلطنتی یا والدینی داشته باشد اما آن را نمی‌داند. اگرچه قهرمان معمولاً اتفاقات و حوادث پیش آمده را حل و فصل می‌کند، اما آنها در موقعیتهایی با مسئولیت زیاد قرار می‌گیرند که جسارت آنها در تعدادی از چالشهای معنوی و جسمی آزمایش شود. در این ژانر بسیاری از مضامین اساسی حمله مثل شمشیر و جادوگری وجود دارد، اما اصطلاح «خیال پردازی قهرمانانه» اغلب برای جلوگیری از به آمدن جلوه‌های عجیب و غریب دیگر ژانرها استفاده می‌شود.

## تاریخ
رابرت هاوارد، نویسنده آمریکایی، داستان‌های کوتاهی دربارهٔ یک قهرمان بربر به نام کونان در این ژانر نوشت.